# Аутомобили 3
Аутомобили 3 (енгл. Cars 3) је амерички 3D рачунарски-анимирани хумористичко-авантуристички филм студија Pixar за Walt Disney Pictures. Редитељ је Брајан Фи у свом редитељском дебију и писци Кил Мари, Боб Питерсон и Мајк Рич, представља трећи део филмске серије Аутомобили и наставак филма Аутомобили 2 (2011). Извршни продуцент је Џон Ластер, који је режирао прва два филма Аутомобили. Повратничке гласове чине Овен Вилсон, Бони Хант и Larry the Cable Guy док су се прикључили Кристела Алонсо, Крис Купер, Арми Хамер, Нејтан Филион, Кери Вошингтон и Леа Деларија, у додатку са десетинама личности из NASCAR. У филму, Муња Мекивин настоји да докаже новој генерацији високотехнолошких тркачких аутомобила да је и даље најбољи тркачки аутомобил на свету.
Објављен 16. јуна 2017. у филмским биоскопима широм света, заједно са биоскопским анимираним кратким филмом Лу, филм је зарадио 383 милиона америчких долара и добио углавном позитиван пријем критичара.

## Радња
Заслепљен новом генерацијом запањујуће брзих тркача предвођених уображеним фрајером Џексоном Стормом, легендарни Муња Меквин се изненада нашао на маргинама спорта који воли. Да би се вратио у тај свет, требаће му помоћ младог марљивог техничара Круза Рамиреза, инспирација покојног Хадсона Хорнета и неколико неочекиваних обрта судбине.

## Улоге
| Улога           | Оригинални глас  | Српски глас       |
| --------------- | ---------------- | ----------------- |
| Муња Маквин     | Овен Вилсон      | Драган Мићановић  |
| Круз Рамирез    | Кристела Алонсо  | Борка Томовић     |
| Шоне            | Крис Купер       | Слободан Нинковић |
| Платиша         | Нејтан Филион    | Драган Вујић      |
| Mejтер          |                  | Борис Миливојевић |
| Џексон Сторм    | Арми Хамер       | Дејан Дедић       |
| Дасти           | Том Маглиоци     | Младен Андрејевић |
| Луиђи           | Тони Шалуб       | Стефан Бундало    |
| Сали            | Бони Хант        | Даница Тодоровић  |
| Мис Мицка       | Леа Деларија     | Јелена Ступљанин  |
| Ната Свезналица | Кери Вошингтон   | Наташа Марковић   |
| Боб Сабља       | Боб Костас       | Марко Марковић    |
| Лепа Брзић      | Марго Мартиндејл | Нада Блам         |